# Hanna Rydh
Hanna Albertina Rydh (12 de febrero de 1891 - 29 de junio de 1964) fue una arqueóloga y política sueca del Partido Popular Liberal. Fue parlamentaria del 1943 al 1944 y la 3ª presidenta de la Alianza Internacional de Mujeres del 1946 al 1952.

## Biografía
Hanna Rydh nació en Estocolmo del matrimonio formado por el director Johan Albert Rydh y Matilda Josefina Westlund. Estuvo casada con el arqueólogo Bror Schnittger en 1919. Después de la muerte de Schnittger, contrajo matrimonio, en 1929, con Mortimer Munck af Rosenschöld, gobernador de la provincia de Jämtland.
Rydh fue alumna en la Wallinska skolan en Estocolmo y estudió arqueología en la universidad. Se graduó en Historia de la literatura, Arqueología e Historia del arte en 1915. Entre 1916 y 1930 realizó excavaciones arqueológicas en Adelsö, y entre 1917 y 1921, en Gästrikland. En 1922 se convirtió en la primera mujer en recibir la beca de la Federación Internacional de Mujeres Universitarias. Cuando le preguntaron si no debió haber recibido dicha beca, ya que hacía poco que había sido madre, ella respondió: «El nacimiento de mi hijo no supone ninguna diferencia». Esta cita se hizo famosa y llamó la atención a nivel mundial. Hanna Rydh fue attaché temporaire en el Musée des Antiquités Nationales (Museo Arqueológico Nacional) en Saint-Germain-en-Laye (Francia) en los años 1924-1925.
Aparte de su trabajo como arqueóloga, estuvo comprometida con las reformas sociales. Su primera asignación fue como miembro del comité central de la Sveriges studerande ungdoms helnykterhetsförbund o SSUH (Asociación Sueca de Estudiantes contra el Alcohol) en 1909-1914. Para cuando se graduó, contrajo matrimonio y comenzó su vida profesional en 1919, las mujeres en Suecia ya habían conseguido, aunque desde hacía poco tiempo, tener los mismos derechos que los hombres, el cual había sido el objetivo del movimiento feminista desde su inicio hacía cincuenta años. El nuevo foco del movimiento feminista sueco fue utilizar estos derechos, desafiar los prejuicios de género tradicionales y demostrarles a aquellos que dudaron de que las mujeres fueran capaces de manejar su nuevo papel en la sociedad que estaban equivocados. Hanna Rydh proporcionó un ejemplo de la "nueva mujer" y un modelo a seguir: era capaz de utilizar sus derechos como un profesional público y, sin embargo, seguir siendo una mujer casada y con familia. Esto lo demostró durante el ejercicio de su segundo esposo como gobernador entre los años 1931 y 1938, cuando desempeñó todas las funciones sociales representacionales propias de su matrimonio con el Gobernador de la provincia de Jämtland mientras mantenía en paralelo una trayectoria profesional respetada a nivel internacional.
Hanna Rydh fue miembro del Sveriges Husmodersföreningars riksförbund en los años 1936-1941, presidenta de la Fredrika-Bremer-förbundet en los años 1937-1949, segunda vicepresidenta de la Centrala Finlandshjälpen (Sociedad para la Ayuda de Finlandia) en 1940, vicepresidenta de la Alianza Internacional de Mujeres en los años 1939-1946, miembro de la comisión de asuntos familiares y del hogar en 1941; y la 3ª presidenta de la Alianza Internacional de Mujeres de 1946 a 1952.
Recibió la medalla Illis Quórum en 1936 por sus contribuciones a la sociedad sueca.